# Kościół Ewangelicki w Niemczech
Kościół Ewangelicki w Niemczech (niem. Evangelische Kirche in Deutschland, EKD) – unia 20 samodzielnych ewangelickich kościołów krajowych (Landeskirche). Obszary ich działania są historyczne i nie pokrywają się z granicami współczesnych krajów związkowych. Kościół należy do Konferencji Kościołów Europejskich.
W 2017 roku liczył 21,5 mln wiernych.

Podział Kościoła (2012)

## Historia
Po wojnie, mimo podziału Niemiec, utrzymywano przedwojenną jedność kościoła. Dopiero w 1969 r. kościoły NRD utworzyły odrębną organizację, która działała do 1990/1991 r.

## Synod

### Prezes
- 1949–1955 – Gustav Heinemann
- 1955–1961 – Constantin von Dietze
- 1961–1970 – Hans Puttfarcken(inne języki)
- 1970–1973 – Ludwig Raiser(inne języki)
- 1973–1985 – Cornelius von Heyl(inne języki)
- 1985–2003 – Jürgen Schmude
- 2003–2009 – Barbara Rinke(inne języki)
- 2009–2013 – Katrin Göring-Eckardt
- 2013–2021 – Irmgard Schwaetzer
- od 2021 – Anna-Nicole Heinrich(inne języki)

## Rada Kościoła
1. bp Jochen Bohl(inne języki), Drezno
2. Tabea Dölker, pedagog, Holzgerlingen
3. dr Elke Eisenschmidt, matematyk, Magdeburg
4. bp dr Ulrich Fischer(inne języki), Karlsruhe
5. bp dr Johannes Friedrich, Monachium
6. bp Margot Käßmann, Hanower
7. Uwe Michelsen(inne języki), dziennikarz, Hamburg
8. dr Fidon R. Mwombeki(inne języki), sekretarz generalny Misji Ewangelickiej, Wuppertal
9. ks. Jann Schmidt(inne języki), prezes Rady Kościoła, Leer (Ostfriesland)
10. ks. Nikolaus Schneider(inne języki), prezes, Düsseldorf
11. Marlehn Thieme(inne języki), dyrektor Deutsche Bank AG, Bad Soden am Taunus
12. Gesine Weinmiller(inne języki), architekt, Berlin
13. Klaus Winterhoff(inne języki), wiceprezydent Kościoła Ewangelickiego Kościoła w Westfalii, Bielefeld
14. Katrin Göring-Eckardt, poseł, wiceprzewodnicząca Bundestagu, Berlin, prezes 11. Synodu EKD

## Lista kościołów
Numery odnoszą się do załączonej mapy:
1. Ewangelicki Kościół Krajowy Anhalt
2. Ewangelicki Kościół Krajowy Badenii
3. Kościół Ewangelicko-Luterański Bawarii
4. Kościół Ewangelicki Berlina, Brandenburgii i śląskich Górnych Łużyc – powstały 1 stycznia 2004 z połączenia:
  - Ewangelickiego Kościoła Berlina i Brandenburgii
  - Ewangelickiego Kościoła śląskich Górnych Łużyc
5. Ewangelicko-Luterański Kościół Krajowy Brunszwiku
6. Kościół Ewangelicki Bremy(inne języki)
7. Ewangelicko-Luterański Kościół Krajowy Hanoweru
8. Kościół Ewangelicki w Hesji i Nassau(inne języki) – powstały w 1934 lub 1945/46 z połączenia:
  - Ewangelickiego Kościoła Krajowego w Hesji
  - Ewangelickiego Kościoła Krajowego w Nassau
  - Ewangelickiego Kościoła Krajowego Frankfurtu nad Menem
9. Ewangelicki Kościół Krajowy Kurhessen-Waldeck – powstały w 1934 z połączenia:
  - Ewangelickiego Kościoła Krajowego w Hesji-Kassel
  - Ewangelickiego Kościoła Krajowego w Waldeck
10. Kościół Krajowy Lippe
11. Kościół Ewangelicki w Niemczech Środkowych(inne języki) – powstały 1 stycznia 2009 z połączenia:
  - Kościoła Ewangelickiego Prowincji Kościelnej Saksonia
  - Ewangelicko-Luterańskiego Kościoła Krajowego w Turyngii
12. Ewangelicko-Luterański Kościół w Niemczech Północnych utworzony w 2012 z:
  - Ewangelicko-Luterańskiego Kościoła Krajowego Północnej Łaby(inne języki) utworzonego w 1977 w Hamburgu i Szlezwiku-Holsztynie z połączenia:
    - Ewangelicko-Luterańskiego Kościoła w Hamburgu
    - Ewangelicko-Luterańskiego Kościoła w Lubece
    - Ewangelicko-Luterańskiego Kościoła Krajowego Szlezwiku-Holsztynu
    - Ewangelicko-Luterańskiego Kościoła Krajowego w Eutin
    - Kościoła Rejonowego Harburga należącego wcześniej do Ewangelicko-Luterańskiego Kościoła Krajowego Hanoweru

  - Ewangelicko-Luterańskiego Kościoła Krajowego Meklemburgii(inne języki)
  - Pomorskiego Kościoła Ewangelickiego
13. Ewangelicko-Luterański Kościół w Oldenburgu(inne języki), obejmujący północno-zachodnią Dolną Saksonię
14. Kościół Ewangelicki Palatynatu
15. Kościół Ewangelicki w Nadrenii(inne języki)
16. Ewangelicko-Luterański Kościół Krajowy Saksonii(inne języki)
17. Ewangelicko-Luterański Kościół Krajowy Schaumburg-Lippe(inne języki)
18. Ewangelicki Kościół Westfalii(inne języki)
19. Ewangelicki Kościół Krajowy w Wirtembergii(inne języki)
20. Kościół Ewangelicko-Reformowany(inne języki) (synod ewangelicko-reformowanego kościoła w Bawarii i Niemczech Północno-Zachodnich) – posiada parafie w wielu krajach Niemiec